# Хваннёнса
Хваннёнса (кор. 황룡사, 皇龍寺: хванн-ён-са — храм желтого дракона) — располагавшийся в древности в городе Кёнджу, Южная Корея, буддийский храм, бывший центром буддизма в корейских государствах в периодах Силла и Объединённое Силла, и многократно упоминаемый источниками. Являлся местом хранения наиболее почитаемых буддийских реликвий, многократно посещался правителями Силла. Его название в переводе означает «Храм золотого/жёлтого дракона» или «Храм императорского дракона». Археологические раскопки на территории храма и иные научные исследования начались в апреле 1976 года и продолжаются по сей день. С начала раскопок из земли было извлечено более 40 тысяч предметов.

## История
В 533 году н. э., на 14-й год правления вана Чинхына (진흥, 眞興), в месте, где позднее находился Хваннёнса, должен был быть построен новый королевский дворец, однако этого не произошло, поскольку, по легенде, на месте намечаемого строительства нового королевского дворца появился жёлтый дракон, в результате чего дворец было решено перенести, и началось строительство храма.
Храм строился под покровительством королевской семьи на равнине, окружённой с четырёх сторон горами, неподалёку от дворца Панвольсон.
Первым делом была отстроена 9-этажная деревянная пагода, которую сконструировал великолепный ремесленник государства Пэкче Абиджи (кор. 아비지). Факт приглашения архитектора из Пэкче свидетельствует о том, что в тот период в Пэкче лучше знали деревянную архитектуру.
Существует мнение, что девять этажей обозначали девять азиатских наций.
В 574 году была отлита бронзовая статуя Будды высотой 5,2 метра и весом более 27 тонн. Она считалась одним из трёх сокровищ Силла. Обширная территория храма Хваннёнса объясняла религиозные воззрения населения Силла: «Земля Силла — земля Будды».
Застройка всей территории храма была завершена только в 645 году, на 14-м году правления королевы Сондок, то есть заняла долгих 93 года — за это время сменились четыре вана.
В 1238 году, в рамках начатого монголами в 1231 году нашествия на Китай, их набегу подвергся и Корейский полуостров. Во время одного из набегов и статуя, и храм были полностью уничтожены огнём.
21 января 1963 года территория храма Хваннёнса была внесена в список исторических мест Кореи под номером 6.

## Размеры храма
До настоящее время сохранились только массивные камни, лежавшие в основании 9-этажной пагоды.
- Общая площадь территории храма — 380 087 м².[2]

- Основной зал храма достигал 47 метров в высоту и 17 метров в ширину.[3]

- Самая длинная внешняя стена (ограда) храма была 288 метров в длину, а общая площадь, окружённая внешними стенами, составляла примерно 80 тысяч м².[6]

- Храм был оформлен в стиле «три зала — одна пагода», согласно которому пагода располагалась в центре храмового комплекса, и была полуокружена тремя основными залами — слева, справа и позади себя.[7]

- 9-этажная пагода, строительство которой закончилось в период правления королевы Сондок, была самой большой корейской пагодой из всех когда-либо построенных. Высота пагоды равнялась примерно 80 метрам: основная часть храма достигала высоты в 65 метров, высота шпиля составляла около 15 метров. В настоящее время от пагоды остались лишь камни, находившиеся в её основании, но даже по их размерам можно судить о гигантских размерах пагоды: площадь её основания равнялась 565,2 м², с каждой стороны она подпиралась восемью колоннами, а в основании лежали 60 огромных камней.[3]